# 秦光煜
秦光煜（1902年—1969年），男，江苏无锡人，中国病理学家，曾任中山医学院副院长、教授、病理教研室主任，第三届全国人大代表。